# Cirkadián ritmus
Egy cirkadián ritmus („napi biológiai óra”) olyan, nagyjából 24 órás ciklus, ami az élőlények (növények, állatok, gombák, cianobaktériumok) biokémiai, fiziológiai folyamataiban vagy viselkedésében lép fel. A „cirkadián” (circadian) kifejezés Franz Halbergtől származik, a latin circulus (kör) és dies, diei (nap) szavakból, szó szerinti jelentése „körülbelül egy nap(os)”. A biológiai ritmusok, ciklusok (napi, árapályhoz köthető, heti, évszakos, éves ciklusok) vizsgálatával foglalkozó résztudomány neve kronobiológia.
A cirkadián ritmusokat az élőlény saját belső időmérő rendszere vezérli, amit külső, szinkronizáló stimulusok (zeitgeberek) is segítenek. A legfontosabb közülük a napfény. Ezek a ritmusok teszik lehetővé, hogy az élőlények alkalmazkodni tudjanak a környezeti körülmények szabályos váltakozásaihoz, és fel tudjanak készülni rájuk.
Az egy naposnál rövidebb periódusidejű ciklusokat ultradián, a hosszabb periódusidejűeket infradián ritmusnak nevezik.

## Története
A cirkadián ritmus első dokumentált megfigyelése Androszthenészhez fűződik, aki a Kr. e. 4. században Nagy Sándor hadjáratainak megörökítésekor egy tamarinduszfa leveleinek napi mozgását is leírta. Az endogén (belső eredetű) cirkadián oszcilláció első modern megfigyelése az 1700-as években élt francia tudós, Jean-Jacques d'Ortous de Mairan érdeme. Ő azt is észrevette, hogy a szemérmes mimóza (Mimosa pudica) növény leveleinek mozgásában megfigyelhető 24 órás mintázat akkor sem szűnik meg, ha a növényt teljes sötétségben tartva megfosztja a fényhatás külső (exogén) stimuláló hatásától. Kísérleteit mintegy 30 évvel később ismételték meg (Hill, 1757; Duhamel duMonceau, 1759; Zinn, 1759), ezekben a vizsgálatokban már a hőmérséklet változásának stimuláló hatását is kizárták. 1832-ben de Candolle meghatározta a mimóza szabadon futó ritmusának hosszát (22-23 óra között), ami határozottan rövidebb egy napnál. Megmutatta továbbá, hogy a ritmus megfordítható, ha a növényt érő világosság és sötétség váltakozását megfordítja.
1918-ban J. S. Szymanski kimutatta, hogy az állatok képesek a 24 órás alvás-ébrenlét ciklus fenntartására még akkor is, ha a fény és a hőmérséklet változásától, mint külső stimulustól elvágja őket.

## Kritériumok
Ahhoz, hogy meg lehessen különböztetni a tényleges, endogén eredetű cirkadián ritmusokat a látszólagosaktól, három fő kritériumnak kell megfelelniük: 1) a ritmus fennmarad külső stimulus nélkül is, 2) a hőmérséklettől független és 3) a ritmus képes átállni a helyi időnek megfelelően. Részletesebben:
- A ritmus állandó körülmények között (például teljes sötétségben) is fennmarad, kb. 24 órás periódusidővel. Ennek a feltételnek az a szerepe, hogy megkülönböztesse a cirkadián ritmusokat az olyan látszólagosan cirkadián ritmusoktól, amik csak periodikus külső stimulusokra adott válaszreakciók. Egy ritmust nem nevezhetünk endogénnek, ha nem lett tesztelve külső, periodikus befolyásoló tényezők nélkül.
- A ritmus hőmérséklet-független, tehát megtartja periódusidejét különböző hőmérsékleti tartományokban. Ez a feltétel megkülönbözteti a cirkadián ritmusokat az olyan biológiai ritmusoktól, ahol a ritmust egy kémiaireakció-útvonal periodikus természete generálja. Kellően alacsony vagy magas hőmérsékleten valamely cirkuláris reakció periódusideje beállhat éppen 24 óra körüli értékre, de ez csak véletlen egybeesés.
- A ritmus külső stimulus hatására újraindítható. Ez segít megkülönböztetni a cirkadián ritmusokat olyan más lehetséges endogén 24 órás ritmusoktól, melyek immunisak a külső stimulusokra, így nem alkalmasak a helyi idő megbecsülésére. Az időzónák közötti utazás problémái jól illusztrálják a biológiai óra beállításának szükségességét, hogy az a helyi időt tükrözze vissza. Amíg a ritmus újra beáll, az utazó rendszerint jetlagben szenved.

## Kialakulása
A fényérzékeny fehérjék és a cirkadián ritmusok tudomásunk szerint a legősibb sejtekben alakultak ki, azért, hogy a DNS replikációjának érzékeny folyamatát megóvják a nap közbeni magas ultraibolya sugárzás káros hatásától. Ezek eredményeként a replikáció éjszaka, sötétben történt. A recens Neurospora gombában máig jelen van ez az időzítési mechanizmus. A ritmusok a környezet állapotával való koordináció mellett igen fontosnak bizonyultak az egyedben zajló, ciklikus biokémiai folyamatok szabályozásában is. Ezt sugallja a kísérlet, melyben állandó laboratóriumi körülmények között tartott több száz generációnyi ecetmuslicán bizonyították a cirkadián ritmusok örökletes természetét (Sheeba et al. 1999), továbbá azok a kutatások, melyek során sikerült megszüntetni a japán fürjek viselkedésbeli cirkadián ritmusait – ám a fiziológiaiakat nem (Guyomarc'h et al. 1998, Zivkovic et al. 1999).
A legegyszerűbb ismert cirkadián óra a prokarióta cianobaktériumoké. Az újabb kutatások megmutatták, hogy a Synechococcus elongatus cirkadián órája in vitro is működésbe hozható, mindössze három fehérjére van szükség a központi oszcillátor létrehozásához. Ez az egyszerű mechanizmus több napon keresztül képes volt ATP hozzáadásával fenntartani egy 22 órás ritmust. A prokarióták cirkadián ritmusát korábban csak egy DNS-transzkripciós és -transzlációs mechanizmus közbeiktatásával tudták elképzelni.
Nem ismerjük a választ arra a kérdésre, hogy az eukarióta szervezetek cirkadián ritmusaihoz mindenképp szükség van-e transzláció/transzkripció-alapú oszcillációs mechanizmusra. Bár az eukarióták és prokarióták cirkadián rendszerei ugyanazt az elvi felépítést követik: bemenet – központi oszcillátor – kimenet, nem homológak, amiből arra lehet következtetni, hogy egymástól függetlenül alakulhattak ki.
A biológiai óra egy genetikai összetevőjét 1971-ben sikerült azonosítania Ronald J. Konopkának és Seymour Benzernek, az ecetmuslicát használva modellszervezetként. A muslicák három, mutációt hordozó leszármazási vonala mutatott a normálistól eltérő viselkedést: az elsőnek a szokásosnál rövidebb volt a periódusideje, a másiknak hosszabb, a harmadik esetben teljesen hiányzott a periodicitás. Mindhárom mutáció egyetlen gént érintett, amit elneveztek period-nak (periódus). Harminc évvel később ugyanennek a génnek a hibáját mutatták ki a FASPS-szindrómás (Familial advanced sleep-phase syndrome; eltolódó alvási fázis-szindróma) betegekben – ez is megerősíti, hogy az evolúció során a molekuláris cirkadián óra jelentős része változatlanul megőrződött. Azóta a biológiai óra több összetevőjét sikerült azonosítani. Ezen összetevők kölcsönhatásai a gének termékeinek olyan, bonyolultan összefonódó, pozitív és negatív visszacsatolásokat egyaránt alkalmazó rendszerét eredményezik, melynek periodikus változásait a test sejtjei képesek a nap egy meghatározott időpontjaként értelmezni. 
A biológiai órák kutatása a 20. század második felében indult be. Mára tudjuk, hogy a molekuláris cirkadián óra már egyetlen sejtben is működőképes („sejtautonóm”). Ugyanakkor, az állati sejtek egymással kommunikálva képesek szinkronizált elektromos jelzéseket kibocsátani. Ezek az agy belső elválasztású mirigyeire hatást gyakorolhatnak, melyek így periodikusan hormonokat bocsátanak ki. Ezen hormonok receptorai a testben elszórva többfelé megtalálhatók, és szinkronizálják az egyes szervek saját periférikus óráit. Ezért lehetséges, hogy a szem által észlelt, időre vonatkozó információ az agyban lévő órához utazik, és azon keresztül a test többi része is szinkronba kerül. Ezen az úton hozza összhangba belső biológiai óránk pl. az alvás-ébrenlét, a testhőmérséklet, a szomjúság- és éhségérzet időzítését is.

## Növényekben
Egyes növények turgormozgásának cirkadián ritmusát már az ókorban felismerték, a 18. századtól pedig tudományos vizsgálat tárgyává is tették. (Bővebben lásd az általános történeti részt.)
A 20. század második felében ismerték csak fel, hogy a levelek mozgása csak egy a növények cirkadián ritmusai közül. Ezek közé tartoznak még a csírázással, növekedéssel, enzimaktivitással, virágnyílással, fotoszintézissel és illatanyagok kibocsátásával kapcsolatos ritmusok (Cumming and Wagner, 1968).
A növények fotoperiodizmusának működéséhez szükséges, hogy a nappalok hosszúságának változását a növény valamilyen módon érzékelje. A cirkadián ritmust felhasználó bonyolult folyamat kulcsa, hogy a nap késői szakaszában termelődő fehérje fényérzékenysége miatt rövid nappalokon elbomlik, hosszú nappalokon megmarad, a folyamat pedig továbbhaladva, például a virágzást beindíthatja.
Növényeknél a cirkadián ritmus jellemző modellorganizmusa a keresztesvirágúak (Brassicaceae) közé tartozó Arabidopsis thaliana (lúdfű).

## Állatokban
A cirkadián ritmusok fontos szerepet játszanak az állatok és az ember alvási és táplálkozási sémáinak meghatározásában. Tisztán látszik az is, hogy a belső testhőmérséklet, agyhullám-aktivitás, hormontermelés, sejt-regeneráció és más biológiai tevékenységek is a napi ritmusokhoz köthetők. Továbbá, a fotoperiodizmus mechanizmusa, tehát az élőlényeknek a nappalok és éjszakák hosszára adott fiziológiás válasza, ami a növények és állatok életében is fontos szerepet játszik, szintén a cirkadián rendszer segítségével tudja mérni és értelmezni a nappalok hosszúságát.
Az, hogy képesek legyenek időben előre jelezni az időjárás változásának, a táplálék hozzáférhetőségének vagy a ragadozók tevékenységének az évszakos váltakozásait, számos faj túlélése szempontjából létfontosságú. Bár nem az egyetlen szóba jövő környezeti tényező, a fotoperiódusnak (a nappal hosszúságának) a változása a legalkalmasabb arra, hogy időzítse az évszakos fiziológiai-viselkedésbeli változásokat, többek közt a migrációt, a hibernációt és a párzási időszakot.

### A világosság-sötétség ciklus hatása
A cirkadián ritmus kötődik a világosság és sötétség váltakozásához. A hosszabb időre teljes sötétségben tartott állatok (vagy emberek) előbb-utóbb szabadon futó ritmusra térnek át. Minden eltelt „nappal” az alvási ciklus eltolódik előre vagy hátra, attól függően, hogy az endogén periódusidő rövidebb vagy hosszabb 24 óránál. A környezeti stimulusokat, amik mindennap újraindítják a cirkadián ritmust, zeitgebernek nevezik (ném.: „idő-adó”). Érdekes, hogy a teljesen vak föld alatti emlősök (pl. földikutya, Spalax sp.) képesek fenntartani endogén óráikat a külső stimulusok nyilvánvaló hiányában is. A „szabadon futó” élőlények, ha egyébként egy hosszabb alvási periódus jellemző rájuk, ez a tulajdonságuk a külső stimulusoktól elszigetelve is megmarad. Ami változik, hogy az alvás-ébrenlét ritmusa nem lesz szinkronban a földi 24 órás nappal-éjszaka ciklussal – így fáziseltérésbe kerülhet más cirkadián vagy ultradián ritmusokkal, mint a testhőmérséklet változása vagy az emésztési ciklus[forrás?].
Az űrhajósoknál is megfigyelték a megváltozott körülmények káros hatásait, a felszállás előtt pedig már az 1990-es évektől a karanténba vonult asztronautákat meghatározott időpontokban és ideig erős fényhatásnak kitéve igyekeztek a kilövéshez, illetve az űrhajón végzett tevékenységekhez optimalizálni cirkadián ritmusukat. Az újabb űrhajók világításának tervezésénél is figyelembe veszik a cirkadián ritmust, a földi nappal-éjszaka ciklust imitáló rendszereket építve be, ami jó hatással van az asztronauták állapotára.

### Sarkvidéki állatok
A Tromsøi Egyetem norvég kutatói kimutatták, hogy egyes sarkvidéki állatok (alpesi hófajd, rénszarvas) csak az évnek azon szakaszában mutatnak cirkadián ritmust, amikor a nap mindennap felkel és lemegy. Egy rénszarvassal foglalkozó kutatás szerint az északi szélesség 70. foka körül az állatok cirkadián ritmusa megjelent ősszel, télen és tavasszal, nyáron azonban nem. Az északi szélesség 78. fokánál élő állatok ritmusa csak ősszel és tavasszal mutatkozott. A kutatók azt gyanítják, hogy más sarkvidéki állatok cirkadián ritmusa is eltűnhet a nyár állandó megvilágítása, illetve és a tél állandó sötétsége idején.

## Az emlősök biológiai órája
Az emlősök cirkadián órája a szuprakiazmatikus magban vagy magvakban (SCN, suprachiasmatic nucleus/nuclei) található, amit két sejtcsoport alkot a hipotalamusz területén. Az SCN megsemmisülése esetén a szabályos alvás/ébrenlét ritmus teljes hiánya lép fel.
Az SCN a megvilágítás mértékéről a szemen keresztül szerez tudomást. A retina ugyanis nem csak „klasszikus” fotoreceptor-sejteket, hanem fényérzékeny retinális ganglionsejteket is tartalmaz. Ezek a sejtek saját pigmentet, melanopszint tartalmaznak, és a retinohipotalamikus pályán (RHT) keresztül érik el a szuprakiazmatikus magot. Az SCN sejtjeit eltávolítva és kultúrába helyezve képesek külső ingerlés nélkül is fenntartani saját ritmusukat.
Az SCN a retinából nyert, a nap hosszával kapcsolatos információkat értelmezi, és továbbítja az epithalamuson található tobozmirigy felé. A tobozmirigy erre melatonin hormon kiválasztásával válaszol. A melatonin kiválasztása éjjel tetőzik, és a nap folyamán a legkisebb mértékű.
Az emberi cirkadián ritmus a földi 24 órás ciklusnál némileg rövidebb vagy hosszabb periódusra is beállítható. A Harvard kutatói a közelmúltban igazolták, hogy a kísérleti alanyok ritmusa beállítható 23,5 órás és 24,65 órás periódusra is (mely utóbbi a Mars bolygó nappal-éjszaka ciklusának hosszával egyezik meg).

### Az emberi cirkadián ritmus meghatározása

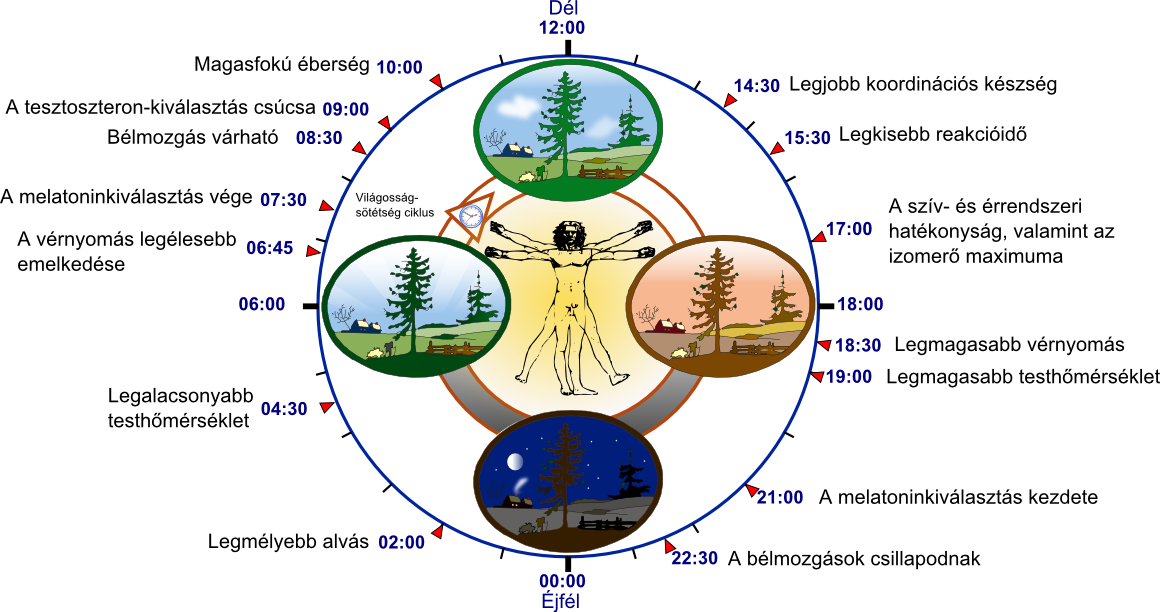
Az ember napi biológiai órája, néhány élettani paraméterrel

Az emlősök cirkadián ritmusának meghatározásához klasszikusan használt állapotjelzők (phase markers) a következők:
- a tobozmirigy melatonin-kiválasztása, illetve
- a test belső hőmérséklete.

A test hőmérsékletével kapcsolatos vizsgálatoknál a vizsgálati személy ébren van, de nyugodt, hátradőlt (semi-reclined) pozícióban, csaknem teljes sötétségben ül – eközben állandóan mérik a végbél hőmérsékletét. Az átlagos felnőtt testhőmérséklete reggel 5 körül éri el a minimumát, mintegy 2 órával a szokásos ébredés ideje előtt, bár a különböző kronotípusú emberek között ebben nagy különbségek vannak.
Napközben a melatonin nincs, vagy csak kimutathatatlanul kicsiny mennyiségben van jelen a szervezetben. Megjelenése a szürkület idejére, illetve kb. 21:00 órára tehető: neve ezért angolul „szürkületi melatonin-kezdet”; dim-light melatonin onset – DLMO. Ekkor már kimutatható a vérből vagy a nyálból. A DLMO-t, illetve a hormon vérben vagy nyálban való jelenlétének a középidejét is szokás cirkadián állapotjelzőnek (markernek) használni.
Újabb kutatások azonban azt sugallják, hogy a melatonin eltűnése (melatonin offset) lehet a legmegbízhatóbb állapotjelző. Benloucif és munkatársai (Chicago, 2005) úgy találták, hogy a melatonin állapotjelzői stabilabbak, illetve jobban korrelálnak az alvási fázisokkal, mint a belső testhőmérsékleti minimum. Azt is megállapították, hogy a melatonin szintjének csökkenése megbízhatóbb és stabilabb állapotjelző, mint a melatoninszintézis befejeződése.
A melatonin eltűnésének mérésére egy lehetséges módszer a melatonin anyagcsereterméke, a 6-szulfátoxi-melatonin (aMT6s) jelenlétének a vizsgálata vizeletmintákból. Laberge és munkatársai (Quebec, 1997) ennek módszernek a használatával (kétóránkénti mintagyűjtéssel) jutottak arra a következtetésre, hogy serdülőkorban a cirkadián ritmus gyakran késésben van a fiatal felnőttek ritmusához képest.

### Kívül a „központi órán”
A szervezet „központi” („master”) óramechanizmusán kívül számos, többé-kevésbé független cirkadián ritmust találunk több szervben, illetve az SCN-en kívül eső sejtekben, sejtcsoportokban. Ezek az órák – perifériás oszcillátorok – megtalálhatók a nyelőcsőben, a tüdőben, a hasnyálmirigyben, a lépben, a csecsemőmirigyben és a bőr sejtjeiben is. 
Noha a bőrben található oszcillátorok fényérzékenyek, szisztémás hatást nem sikerült kimutatni ezidáig. Egyes eredmények szerint kultúrában tenyésztve a szaglógumó és a prosztata sejtjei is képesek oszcillációra, ami arra utal, hogy talán ezek a struktúrák is gyenge oszcillátorok.
Továbbá, a máj sejtjeinek például a fény helyett a táplálás jelenti a stimulációt. A test egyéb részeiben található sejteknek általában szabadon futó ritmusuk van.

## A fény és a biológiai óra
A fényhatás újraindítja a biológiai órát a fázis-válasz görbének (phase response curve, PRC) megfelelően. Az időzítéstől függően a fényhatás előrébb hozhatja vagy késleltetheti a cirkadián ritmust. A PRC és a szükséges megvilágítás mértéke fajról fajra különböző lehet; pl. az éjszakai életmódot folytató rágcsálók esetében alacsonyabb fényerő is elegendő az óra újraindításához. A lakások mesterséges megvilágításának fényereje emberek esetében általában kevés a cirkadián ritmus befolyásolásához. Ehhez egyes kutatók szerint a retinát érő megvilágítás erősségének el kell érnie az 1000 luxot. A fény intenzitása mellett hullámhossza (színe) sem közömbös a cirkadián ritmusra gyakorolt hatása szempontjából. A fényt érzékelő melanopszin pigment egyes kutatók szerint a 420-440 nm hullámhosszú kék fényre érzékeny, mások a 470-485 nm-es kék tartományba helyezik az érzékenység maximumát.
Elfogadott nézet, hogy a szembe eső fény iránya is fontos a cirkadián ritmus befolyásolásában; a felülről érkező fény, ami a napfényes égboltra jellemző, nagyobb hatást vált ki, mint az alulról a szembe érkező.

### Az emberi cirkadián periódus hossza
A korai kutatások során az emberi cirkadián periódust 25 órásra, vagy még hosszabbra tették. A kutatók igen gondosan elszigetelték a vizsgálati alanyokat a napfénytől és azoktól a hatásoktól, amikből az időt meghatározhatták volna, de nem voltak tisztában a beltéri világítás hatásaival. A kísérleti alanyoknak megengedték, hogy ébrenlétük során felkapcsolják a lámpákat, és az alváshoz lekapcsolják őket. Az esti elektromos világítás így késleltette a cirkadián fázisukat. Eredményeik nagy nyilvánosságot kaptak. Egy későbbi, alaposan kontrollált körülmények között végzett kísérletek szerint az átlagos felnőtt ember cirkadián periódusa csak alig haladja meg a 24 órát. Czeisler és munkatársai (Charles A. Czeisler MD, PhD, Harvard) úgy találták, hogy különböző korú egészséges felnőttek cirkadián periódusa szűk keretek között ingadozik: 24 óra 11 perc ± 16 perc. A cirkadián óra minden nap hozzáigazítódik a Föld 24 órás forgási periódusához.

## Humángyógyászati vonatkozások
Az orvosi kezeléseknek a cirkadián ritmussal való összehangolása jelentősen megnövelhetné azok hatékonyságát, és csökkenthetné a gyógyszer toxikusságát és a fellépő mellékhatásokat.
Több kutatás kimutatta, hogy a napközbeni rövid alvás („power-nap” – minialvás) nem befolyásolja a normál cirkadián ritmust, mégis alkalmas a stressz csökkentésére és a produktivitás javítására.
Az emberi cirkadián ritmus zavarához több egészségi probléma köthető; ilyenek a téli depresszió (seasonal affective disorder, SAD), a késő alvásfázis-szindróma (delayed sleep phase syndrome, DSPS) és más cirkadián ritmuszavarok. A cirkadián ritmusok szerepet játszanak az éberséget szabályozó agyi központ, a retikuláris aktiváló rendszer (reticular activating system, RAS) működésében is. Az alvás-ébrenlét ciklus megfordulása pedig az urémia, azotémia vagy akut veseelégtelenség jele, illetve komplikációja lehet.

### A ritmus zavara
A cirkadián ritmusok zavara általában negatív hatásokkal jár. Sok utazó tapasztalta már meg például a fáradtsággal, zavartsággal és álmatlansággal járó jetlaget.
Néhány más rendellenesség, köztük a bipoláris zavar és néhány alvászavar is a cirkadián ritmus szabálytalan vagy patologikus működéséhez köthető. Újabb kutatások szerint a bipoláris zavarban fellépő cirkadián ritmuszavarokat jótékonyan befolyásolja a lítiumterápia hatása az óragénekre.
A ritmusok megzavarása hosszabb távon jelentős egészségkárosító hatással lehet az agyon kívül más szervekre is, különösen szív- és érrendszeri megbetegedések kifejlődése vagy súlyosbodása formájában. A melatonintermelés elnyomása – például huzamosabb ideig éjszakai műszakban való munkával – és a hozzá kapcsolódó cirkadián ritmuszavar növelheti a rák kifejlődésének esélyét is.

## Kokain-érzékenyítéshatásai egereken
A cirkadián ritmusok és az agy SCN területén kívül kifejeződő óragének jelentősen befolyásolhatják a kábítószerek, pl. a kokain által kifejtett hatást. Továbbá, az óragének genetikai manipulációja alapvetően megváltoztatja a kokain hatását.

## Fordítás
- Ez a szócikk részben vagy egészben a Circadian rhythm című angol Wikipédia-szócikk ezen változatának fordításán alapul.  Az eredeti cikk szerkesztőit annak laptörténete sorolja fel. Ez a jelzés csupán a megfogalmazás eredetét és a szerzői jogokat jelzi, nem szolgál a cikkben szereplő információk forrásmegjelöléseként.

## Ajánlott olvasmányok
- Aschoff J (ed.) (1965) Circadian Clocks. North Holland Press, Amsterdam
- Avivi A, Albrecht U, Oster H, Joel A, Beiles A, Nevo E. 2001. Biological clock in total darkness: the Clock/MOP3 circadian system of the blind subterranean mole rat. Proc Natl Acad Sci USA 98:13751–13756.
- Avivi A, Oster H, Joel A, Beiles A, Albrecht U, Nevo E. 2002. Circadian genes in a blind subterranean mammal II: conservation and uniqueness of the three Period homologs in the blind subterranean mole rat, Spalax ehrenbergi superspecies. Proc Natl Acad Sci USA 99:11718–11723.
- Ditty JL, Williams SB, Golden SS (2003) A cyanobacterial circadian timing mechanism. Annu Rev Genet 37:513–543
- Dunlap JC, Loros J, DeCoursey PJ (2003) Chronobiology: Biological Timekeeping. Sinauer, Sunderland
- Dvornyk V, Vinogradova ON, Nevo E (2003) Origin and evolution of circadian clock genes in prokaryotes. Proc Natl Acad Sci USA 100:2495–2500
- Koukkari WL, Sothern RB (2006) Introducing Biological Rhythms. Springer, New York
- Martino T, Arab S, Straume M, Belsham DD, Tata N, Cai F, Liu P, Trivieri M, Ralph M, Sole MJ. Day/night rhythms in gene expression of the normal murine heart. J Mol Med. 2004 Apr;82(4):256–64. Epub 2004 Feb 24. PMID 14985853
- Refinetti R (2006) Circadian Physiology, 2nd ed. CRC Press, Boca Raton
- Takahashi JS, Zatz M (1982) Regulation of circadian rhythmicity. Science 217:1104–1111
- Tomita J, Nakajima M, Kondo T, Iwasaki H (2005) No transcription–translation feedback in circadian rhythm of KaiC phosphorylation. Science 307: 251–254
- Moore-Ede, Martin C., Sulszman, Frank M., and Fuller, Charles A. (1982) "The Clocks that Time Us: Physiology of the Circadian Timing System." Harvard University Press, Cambridge, MA. ISBN 0-674-13581-4.